# Idensys

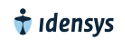
Idensys-logo

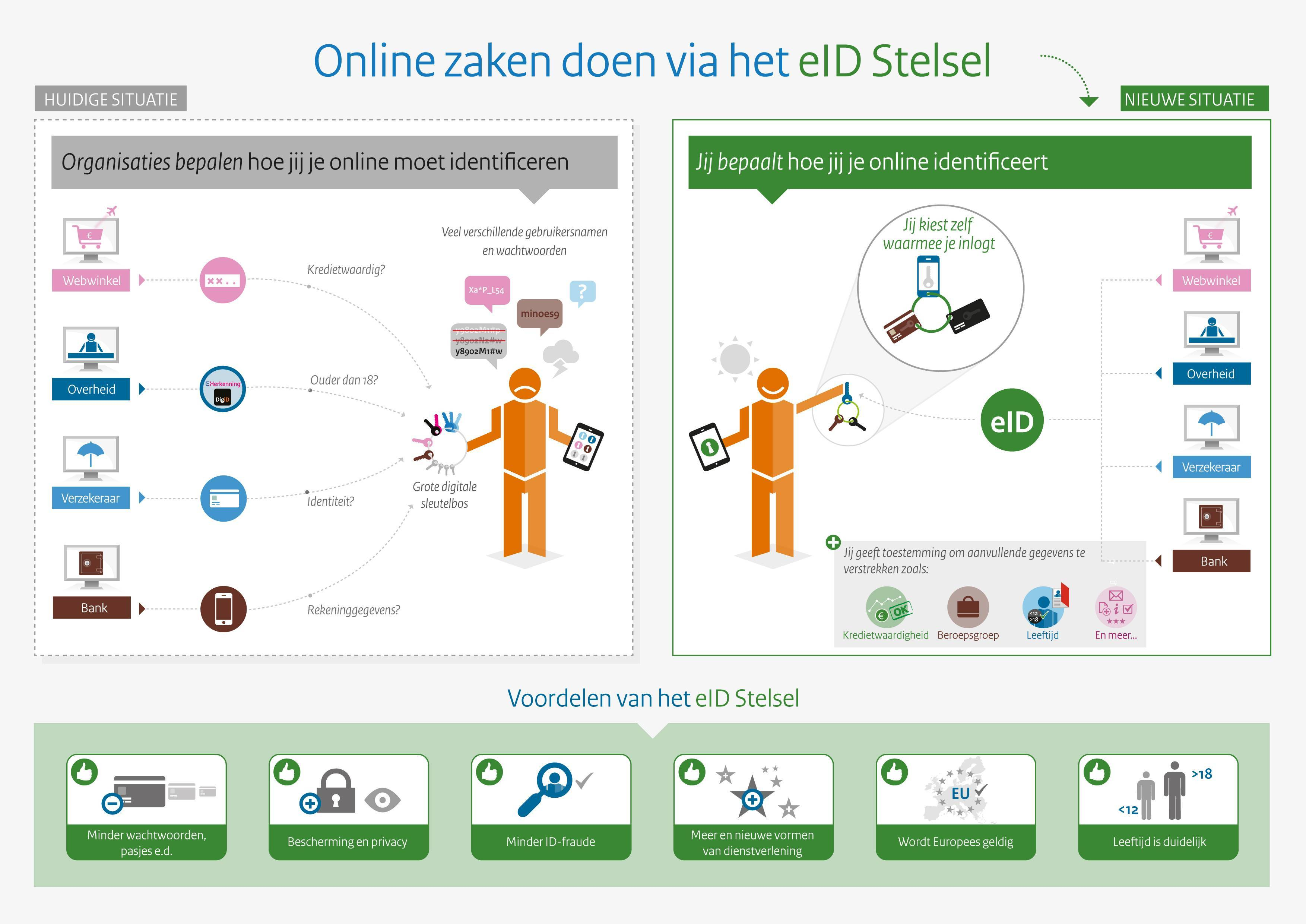
Infographic

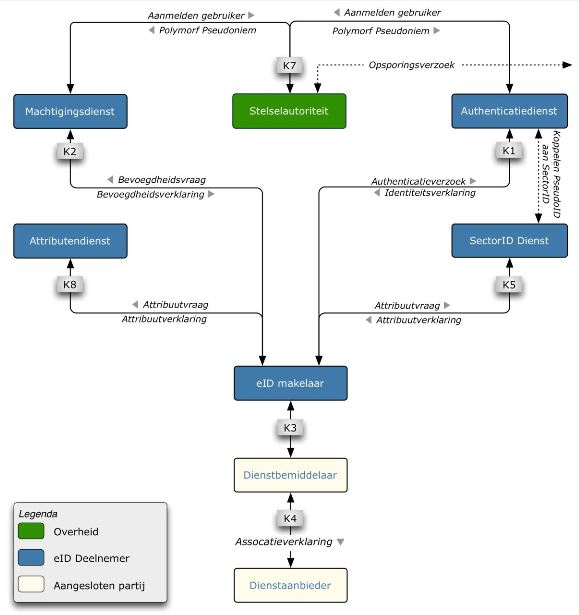
Systeemdiagram met de verschillende componenten van het stelsel en de belangrijkste koppelvlakken

Idensys was tot en met december 2018 in een pilot het publiek-private Nederlandse systeem voor elektronische identificatie (eID). Het ontwikkelde in dat kader de Nederlandse standaard voor toegang tot digitale dienstverlening en uitwisseling van persoonlijke informatie met de overheid en het bedrijfsleven. De Nederlandse overheid werkte samen met het bedrijfsleven om deze standaard te ontwikkelen. Het doel van de pilot was om te testen of inlogmiddelen van private aanbieders veilig, betrouwbaar en gebruiksvriendelijk zijn. Idensys is onderdeel van de generieke digitale infrastructuur van de overheid (GDI). Idensys viel onder het Afsprakenstelsel elektronische toegangsdiensten (ETD-stelsel), welke op haar beurt onderdeel is van het eID-stelsel.

## Status
De Eerste Kamer is voornemens zich in 2020 uit te spreken over de Wet digitale overheid. Verwachting is dat deze wet in 2020 in werking treedt. Onderdeel van deze wet is de toelating van één of meerdere (publiek-) private inlogmiddelen tot de digitale dienstverlening van de overheid en organisaties met een publieke taak. Het ministerie van Binnenlandse Zaken en Koninkrijksrelaties zal in dit kader een besluit nemen over het vervolg van Idensys.

## Nationaal
Idensys werd ontwikkeld als standaard voor online identificatie en vaststelling van bevoegdheden en brengt publieke en private inlogmiddelen samen. In het systeem werden bestaande systemen en authenticatiemiddelen opgenomen die aan de afspraken voldoen, zoals DigiD voor contacten tussen overheid en burgers (vergelijkbaar met het sinds 2003 bestaande Belgische e-ID), eHerkenning voor ondernemers, logins bij banken en gebruikersnaam-wachtwoordcombinaties voor webwinkels. Nieuwe, nog niet bestaande eID-middelen konden ook in Idensys worden ondergebracht.
De opzet van Idensys was dat het betrouwbaar was, de privacy geborgd werd en toegankelijk was. Een aantal critici hield desondanks zorgen over de privacy.
Dienstverlenende organisaties die aansloten konden via deze middelen toegang geven tot hun online dienstverlening. Burgers, consumenten en ondernemers konden zelf het middel kiezen waarmee ze bij een entiteit wilden inloggen om een dienst af te nemen of informatie uit te wisselen. Op belastingdienst.nl kon tijdens het inloggen bijvoorbeeld gekozen worden tussen DigiD, Idensys, iDIN of eHerkenning.

## Internationaal
Daarnaast werd geborgd dat er een goede aansluiting is op technisch en organisatorisch vlak met de eID-voorzieningen voor grensoverschrijdende authenticatie en de Europese vereisten hiervoor (met name de PEPS en V-IdP zoals ontwikkeld in STORK) en de eisen die voortvloeien uit de eIDAS-verordening en bijbehorende uitvoeringsbesluiten.